# Hrabstwo Cherokee (Karolina Południowa)

Karolina Południowa na mapie USA.

Cherokee County – hrabstwo położone w amerykańskim stanie Karolina Południowa. Powiat został utworzony w 1897 roku z części Jorku, Unii i Spartanburg Counties. Zgodnie z danymi United States Census z 2010 roku, mieszkańców powiatu było 55.342. Siedziba powiatu mieści się w Gaffney.

## Miasta
- Gaffney
- Blacksburg
- Chesnee
- East Gaffney (CDP)